# Central Hockey League 1974-1975
La stagione 1974-1975 è stata la 12ª edizione della Central Hockey League, lega di sviluppo creata dalla National Hockey League per far crescere i giocatori delle proprie franchigie. La stagione vide al via otto formazioni e al termine dei playoff i Salt Lake Golden Eagles conquistarono la loro prima Adams Cup.

## Squadre partecipanti
Rispetto alla stagione precedente si sciolsero gli Albuquerque Six-Guns, i Fort Worth Wings divennero i Fort Worth Texans, mentre si iscrissero i Denver Spurs, i Salt Lake Golden Eagles e i Seattle Totems.
- Dallas Black Hawks
- Denver Spurs
- Fort Worth Texans
- Oklahoma C. Blazers
- Omaha Knights
- Salt Lake Golden Eagles
- Seattle Totems
- Tulsa Oilers

## Stagione regolare
Northern Division
|  | Pos. | Squadra                 | Pt | G  | V  | S  | N  | GF  | GS  | DR  |
|  | ---- | ----------------------- | -- | -- | -- | -- | -- | --- | --- | --- |
|  | 1.   | Salt Lake Golden Eagles | 97 | 78 | 43 | 24 | 11 | 317 | 245 | +72 |
|  | 2.   | Denver Spurs            | 85 | 78 | 36 | 29 | 13 | 285 | 263 | +22 |
|  | 3.   | Omaha Knights           | 79 | 78 | 34 | 33 | 11 | 254 | 268 | -14 |
|  | 4.   | Seattle Totems          | 69 | 78 | 29 | 38 | 11 | 258 | 296 | -38 |

Southern Division
|  | Pos. | Squadra             | Pt | G  | V  | S  | N  | GF  | GS  | DR  |
|  | ---- | ------------------- | -- | -- | -- | -- | -- | --- | --- | --- |
|  | 1.   | Dallas Black Hawks  | 88 | 78 | 40 | 30 | 8  | 302 | 259 | +43 |
|  | 2.   | Oklahoma C. Blazers | 78 | 78 | 33 | 33 | 12 | 267 | 267 | 0   |
|  | 3.   | Tulsa Oilers        | 64 | 78 | 27 | 41 | 10 | 262 | 289 | -27 |
|  | 4.   | Fort Worth Texans   | 64 | 78 | 26 | 40 | 12 | 264 | 322 | -58 |

Legenda:

      Ammesse ai Playoff
Note:

Due punti a vittoria, un punto a pareggio, zero a sconfitta.

## Playoff
|  | Primo turno | Primo turno             | Primo turno             |                    |                       | Semifinali | Semifinali | Semifinali |  |  | Finale | Finale                  | Finale |
|  |             |                         |                         |                    |                       |            |            |            |  |  |        |                         |        |
|  | N1          | Salt Lake Golden Eagles |                         |                    |                       |            |            |            |  |  |        |                         |        |
|  |             | Bye                     |                         |                    |                       |            |            |            |  |  |        |                         |        |
|  |             | N1                      | Salt Lake Golden Eagles | 3                  |                       |            |            |            |  |  |        |                         |        |
|  |             |                         |                         | 3                  |                       |            |            |            |  |  |        |                         |        |
|  |             | N3                      | Omaha Knights           | 1                  |                       |            |            |            |  |  |        |                         |        |
|  | N2          | N3                      | Omaha Knights           | 1                  | Denver Spurs          | 0          |            |            |  |  |        |                         |        |
|  | N2          |                         |                         |                    | Denver Spurs          | 0          |            |            |  |  |        |                         |        |
|  | N3          | Omaha Knights           | 2                       |                    |                       |            |            |            |  |  |        |                         |        |
|  |             |                         |                         |                    |                       |            |            |            |  |  | N1     | Salt Lake Golden Eagles | 4      |
|  |             |                         | S1                      | Dallas Black Hawks | 3                     |            |            |            |  |  |        |                         |        |
|  | S1          | Dallas Black Hawks      |                         |                    |                       |            |            |            |  |  |        |                         |        |
|  |             | Bye                     |                         |                    |                       |            |            |            |  |  |        |                         |        |
|  |             | S1                      | Dallas Black Hawks      | 3                  |                       |            |            |            |  |  |        |                         |        |
|  |             |                         |                         | 3                  |                       |            |            |            |  |  |        |                         |        |
|  |             | S2                      | Oklahoma City Blazers   | 0                  |                       |            |            |            |  |  |        |                         |        |
|  | S2          | S2                      | Oklahoma City Blazers   | 0                  | Oklahoma City Blazers | 2          |            |            |  |  |        |                         |        |
|  | S2          |                         |                         |                    | Oklahoma City Blazers | 2          |            |            |  |  |        |                         |        |
|  | S3          | Tulsa Oilers            | 0                       |                    |                       |            |            |            |  |  |        |                         |        |

## Premi CHL
- Adams Cup: Salt Lake Golden Eagles
- Jake Milford Trophy: Jack Evans (Salt Lake Golden Eagles)
- Most Valuable Defenseman Award: Ian McKegney (Dallas Black Hawks)
- Rookie of the Year: Guy Chouinard (Omaha Knights)
- Tommy Ivan Trophy: Wayne Schaab (Omaha Knights)